# Le Chardonneret (film)
Pour les articles homonymes, voir Chardonneret (homonymie).
Pour plus de détails, voir Fiche technique et Distribution.
Le Chardonneret (The Goldfinch) est un film dramatique américain réalisé par John Crowley, sorti en 2019. Il s'agit d'une adaptation du roman éponyme de Donna Tartt, publié en 2013.
Il est présenté au festival international du film de Toronto 2019.

## Synopsis
Un garçon de 13 ans, Theo Decker, voit sa vie chamboulée lorsqu'il survit à un attentat au Metropolitan Museum of Art de New York où sa mère périt dans l'explosion. Recueilli par une famille bourgeoise, les Barbour, Theo tente de reconstruire sa vie alors qu'il est déchiré par la détresse et la culpabilité. Lors de l'attaque meurtrière, un vieil homme mourant lui a confié une bague et lui a demandé de récupérer le tableau intact Le Chardonneret de Carel Fabritius. Dès lors, au fil des rencontres, de son père alcoolique, de son mentor antiquaire à la jeune fille qu'il aime et qu'il a rencontrée le jour de l'attentat, et des épreuves, Théo, qui refuse d'abandonner son tableau qui le mènera vers son avenir, vivra une période d'initiation qui fera de lui un homme...

## Fiche technique
- Titre original : The Goldfinch
- Titre français : Le Chardonneret
- Réalisation : John Crowley
- Scénario : Peter Straughan, d'après le roman éponyme de Donna Tartt
- Photographie : Roger Deakins
- Montage : Kelley Dixon
- Musique : Trevor Gureckis
- Production : Nina Jacobson et Brad Simpson
- Sociétés de production : Warner Bros. Pictures, Amazon Studios et Color Force
- Société de distribution : Warner Bros. (États-Unis et France)
- Pays de production :  États-Unis
- Langue originale : anglais
- Format : couleur
- Genre : drame
- Durée : 149 minutes
- Dates de sortie :
  - Canada : 8 septembre 2019 (festival international du film de Toronto)
  - États-Unis : 13 septembre 2019
  - France : 18 septembre 2019

## Distribution
- Ansel Elgort (VF : Victor Naudet) : Theodore « Theo » Decker, adulte
- Nicole Kidman (VF : Danièle Douet) : Mme Barbour
- Aneurin Barnard (VF : Sergeï Philippenko) : Boris, adulte
- Sarah Paulson : Xandra
- Luke Wilson (VF : Damien Boisseau) : Larry Decker
- Jeffrey Wright (VF : Jean-Louis Faure) : Hobie
- Ashleigh Cummings : Pippa, adulte
- Willa Fitzgerald : Kitsey Barbour
- Denis O'Hare : Lucius Reeve
- Boyd Gaines : M. Barbour
- Peter Jacobson : M. Silver
- Ryan Foust : Andy Barbour
- Luke Kleintank : Platt Barbour, adulte
- Oakes Fegley (VF : Oscar Vidal-Lefebvre) : Theo, jeune
- Finn Wolfhard (VF : Julien Crampon) : Boris, jeune
- Aimee Laurence : Pippa, jeune
- Jack DiFalco : Platt, jeune
- Joey Slotnick : Dave
- Robert Joy : Welton « Welty » Blackwell

## Accueil

### Critiques
Le film n'a pas été très apprécié des critiques, il reçoit la note de 2,3/5 sur AlloCiné.  
La Croix est mitigé et dit que « John Crowley, le réalisateur de Brooklyn, adapte avec élégance le best-seller de Donna Tartt dans un film un peu trop lisse. ».
Le Figaro n'a pas du tout apprécié et indique : « Le roman est riche, touffu. Le film est plat, raté. ».